# Pro-cathédrale Saint-Paul de La Valette
Cette  cathédrale ne doit pas être confondue avec une autre cathédrale de Malte.
 D’autres cathédrales portent le nom de cathédrale Saint-Paul.
La pro-cathédrale Saint-Paul est une église anglicane située Independence Square à La Valette, construite entre 1839 et 1844 sur l'emplacement de l'auberge d'Allemagne, grâce à la générosité d’Adélaïde, veuve du roi d'Angleterre Guillaume IV.
Elle relève du diocèse de Gibraltar en Europe, membre de l'Église d'Angleterre, et est soutenue par l'Intercontinental Church Society.

## Description
Son architecture est de style néo-classique avec une flèche de 60 mètres de hauteur.